# ويليام ماكلين هاميلتون
ويليام ماكلين هاميلتون هو مسير أعمال وسياسي كندي، ولد في 23 فبراير 1919 في مونتريال في كندا، وتوفي في 7 يونيو 1989. نشط حزبياً في الحزب الكندي التقدمي المحافظ. وقد انتخب Postmaster General of Canada ‏ خلال فترته النيابية ‏ (21 يونيو 1957 – 12 يوليو 1962) وانتخب Montreal City Councillor ‏ (1950 – 1957) وانتخب عضو مجلس العموم الكندي.